# Robinsova letecká základna
Robinsova letecká základna (anglicky Robins Air Force Base; kód IATA je WRB, kód ICAO KWRB, kód FAA LID WRB) je vojenská letecká základna letectva Spojených států amerických nacházející se 29 kilometrů jihovýchodně od města Macon ve státě Georgie. Sídlí zde Centrum vzdušné logistiky Warnera Robinse (Warner Robins Air Logistics Center), spadající pod Velitelství zásobování vzdušných sil, jehož úkolem je zajištění a doručení potřebných náhradních dílů pro širokou škálu letadel, motorů, raket, avioniky apod., a to v celosvětovém měřítku. Je jedním ze tří zařízení tohoto druhu, dalšími jsou Centrum vzdušné logistiky Oklahoma City na Tinkerově letecké základně v Oklahomě a Ogdenovo centrum vzdušné logistiky na Hillově letecké základně v Utahu.
Je domovskou základnou 78. křídla týlové služby letecké základny (78th Air Base Wing), které poskytuje podporu a servis výše zmíněnému logistickému centru a ostatním přidruženým jednotkám. Sídlí zde také 330. křídlo údržby letadel (330th Aircraft Sustainment Wing), které má na starost logistiku týkající se zbraňových systémů letadel, kontroluje řádné plnění plánované i mimořádné údržby a dále zajišťuje dohled nad technickými modifikacemi letadel amerického letectva jako jsou např. C-5 Galaxy, C-130 Hercules, C-17 Globemaster III, F-15 Eagle, U-2 Dragon Lady aj. Dále na základně sídlí 402. křídlo technické údržby (402d Maintenance Wing), jehož úkolem je údržba, technická podpora a vývoj speciálního softwaru pro zbraňové systémy výše uvedených letadel.
Základna byla zprovozněna roku 1942 pod názvem Georgia Air Depot a někdy též Warner Robins Army Air Depot. Později byla pojmenována na počest brigádního generála Augustinea Warnera Robinse, který je považován za duchovního otce vzdušné logistiky amerického letectva.